# Boédromies
Les Boédromies en grec ancien Βοηδρόμια étaient une fête mineure, voire optionnelle, du programme des festivités religieuses athéniennes. Elles se déroulaient lors du mois de Boédromion (fin de l’été). Elles étaient dédiées au dieu Apollon Boedromios (celui qui accourt à un appel à l’aide) et avaient une connotation militaire. Selon Plutarque, elles se déroulaient toujours à son époque (fin du Ier siècle apr. J.-C.).

## Sources
- (en) The Oxford classical dictionary 3rd ed. (1996), S. Hornblower, A. Spawforth ; article: Boedromia
- Plutarque, vie de Thésée 27-3